# David Suzuki

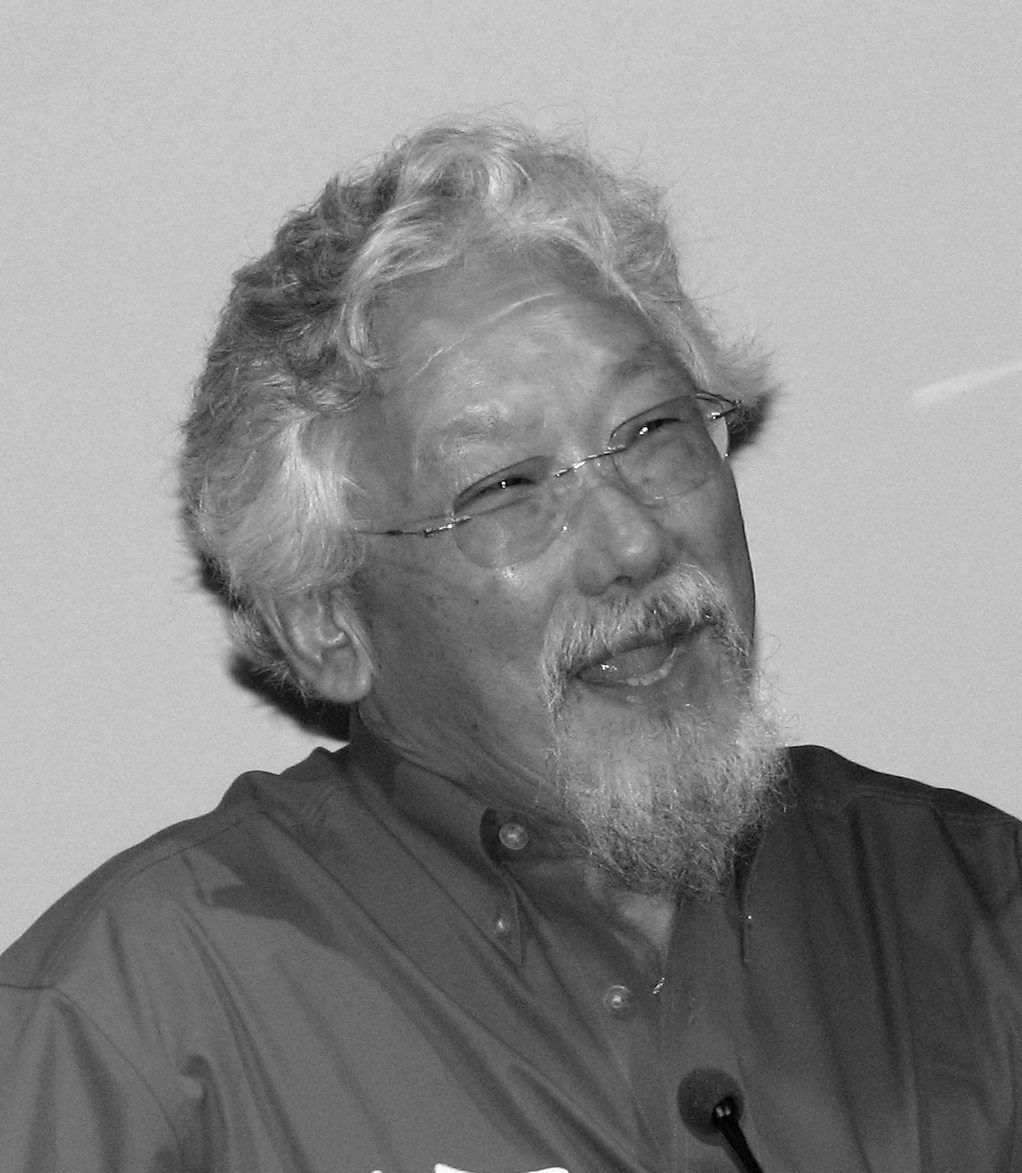
David Suzuki (2006)

David Takayoshi Suzuki (* 24. März 1936 in Vancouver) ist ein kanadischer Wissenschaftsmoderator, Umweltaktivist und emeritierter Professor für Genetik. Seine größte Bekanntheit erreichte er als Moderator des Wissenschaftsmagazins The Nature of Things. Er ist bekannt für seine Kritik an Regierungen wegen ihres mangelnden Handelns zum Schutz der Umwelt.

## Leben
Suzuki, der in dritter Generation von japanischen Einwanderern abstammt, wurde nach Ausbruch des Zweiten Weltkriegs in ein Internierungslager in Slocan (British Columbia) verbracht. Die Internierung japanischstämmiger Kanadier erfolgte, da die japanischstämmigen Einwanderer an den Küsten als potentielle Gefahr galten. Später studierte er am Amherst College und promovierte in Zoologie an der University of Chicago. Er war von 1963 bis 2001 Professor für Genetik an der University of British Columbia. Seit den 1970er Jahren ist er Moderator von Wissenschaftsmagazinen in Radio und Fernsehen, darunter das von der CBC ausgestrahlte populäre Magazin The Nature of Things, das er 1979 übernahm. Von 1982 bis 1987 war er Direktor der Canadian Civil Liberties Association ('Kanadische Bürgerrechtsvereinigung'). Suzuki ist Autor zahlreicher Bücher zum Thema Wissenschaft und Umwelt.
Als langjähriger Aktivist zur Abwendung der globalen Erwärmung war Suzuki 1990 Mitbegründer der David Suzuki Foundation, die sich Nachhaltigkeit, Klimaschutz und erneuerbare Energien zum Thema gemacht hat und an die Bürger appelliert, mit einfachen Änderungen an ihrem Lebensstil zum Umweltschutz und zur Verbesserung ihrer Lebensqualität beizutragen. Suzuki ist zudem einer von 350 Botschaftern der Klimaschutzorganisation 350.org.

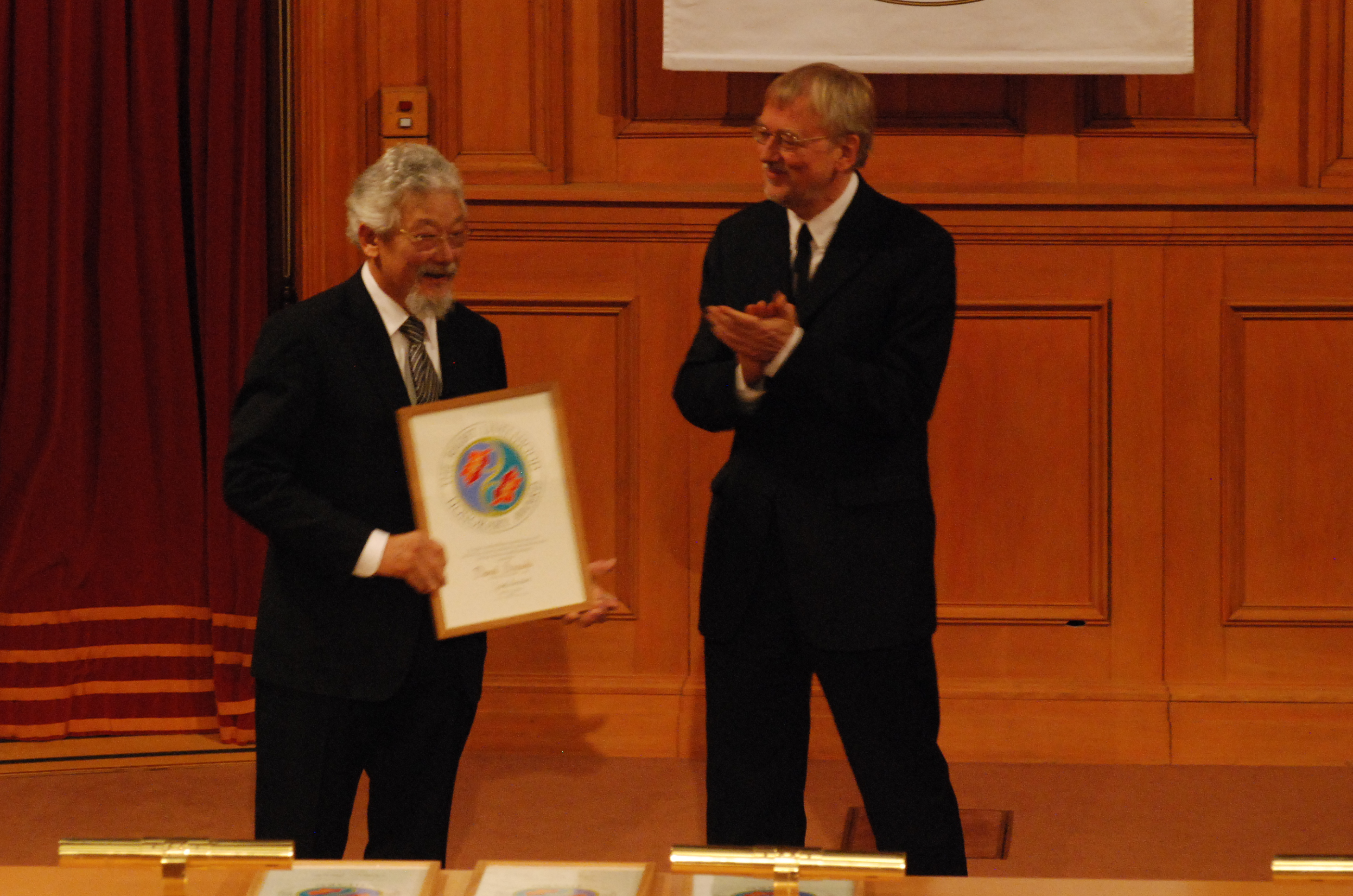
Suzuki erhält den Right Livelihood Award durch Jakob von Uexküll

Suzuki ist mit Tara Elizabeth Cullis verheiratet. Mit ihr gründete er die David Suzuki Foundation. Ihre Tochter ist die Umweltaktivistin und Autorin Severn Cullis-Suzuki.

## Ehrungen
Suzuki erhielt zahlreiche Ehrendoktortitel und Auszeichnungen, darunter den Titel Companion des Order of Canada, Kanadas höchste Auszeichnung für Zivilpersonen. David Suzuki wurde 1986 mit dem Kalinga-Preis für die Popularisierung der Wissenschaft ausgezeichnet. Im Jahr 2004 wurde er in der Fernsehsendung The Greatest Canadian zur Wahl des bedeutendsten Kanadiers nominiert und von den Zuschauern auf den fünften Platz gewählt, die beste Platzierung unter den noch lebenden Kandidaten. 2005 nominierte man sein Werk Tree: A Life Story für den Bill Duthie Booksellers’ Choice Award, 2007 erhielt er den Preis für David Suzuki: The Autobiography. 2009 wurde Suzukis Lebenswerk mit dem Ehrenpreis des Right Livelihood Awards gewürdigt.
Am 10. November 2023 wurde ein Asteroid nach ihm benannt: (20047) Davidsuzuki.

## Freunde Suzukis
Seine Anliegen unterstützen Margaret Atwood, James Burke, Paul R. Ehrlich, Peter Garrett, Gordon Lightfoot, Gordon Roddick, Sting und Edward O. Wilson.

## Werke (soweit in Deutsch)
- mit Wayne Grady: Tree: A Life Story. Greystone, Vancouver 2004, ISBN 1-55365-016-6
  - Übers. Eva Leipprand: Der Baum. Eine Biographie. Zeichnungen Robert Bateman. Oekom, München 2012, ISBN 978-3-86581-312-1
- mit Kathy Vanderlinden: You are the earth. (Kindersachbuch)
  - Übers. Ernst Gerold: Du bist die Erde. Anrich, Weinheim 2000
- mit Joseph S. Levine: The secret of life.
  - Übers. Doris Gerstner: Das Lebensmolekül. Erfolge der medizinischen Genetik. Droemer Knaur, München 1996